# George Series
George William Series (22 février 1920 - 2 janvier 1995) est un physicien britannique, connu pour ses travaux sur la spectroscopie optique des atomes d'hydrogène.

## Jeunesse et éducation
Series est né à Bushey Heath, Hertfordshire, fils de William Series (1892–1959) et de sa femme Alice Crosthwaite (1889–1976). À l'âge de dix ans, il remporte une bourse d'études à la Queen Mary's Grammar School de Basingstoke, puis à la Reading School. En 1938, il obtient une bourse ouverte et s'inscrit au St John's College d'Oxford, où il obtient son diplôme avec mention très bien en 1947, ses études ayant été interrompues par la Seconde Guerre mondiale (pendant la guerre il est objecteur de conscience, sert avec une unité d'ambulance en Égypte, en Italie et en Yougoslavie). Il obtient sa maîtrise et son doctorat en philosophie à Oxford en 1950.

## Carrière
Series devient maître de conférences à l'université en 1951 et membre du St Edmund Hall en 1954. Pendant ce temps, il étudie la structure de l'atome d'hydrogène, devenant « une autorité mondiale sur le sujet ». Dans les années 1950 et 1960, il exploite des techniques développées par le groupe de recherche d'Alfred Kastler à Paris et démontre que le rayonnement d'une superposition cohérente d'états excités d'atomes produirait des effets d'interférence, connus sous le nom de " battements quantiques ". Un groupe d'articles importants sur ce sujet lui vaut à la série une reconnaissance internationale,,,.
Il accepte une chaire à l'Université de Reading en 1968, qu'il occupe jusqu'à sa retraite en 1982. En 1972, il est professeur invité "William Evans" à l'Université d'Otago et en 1982, l'Académie indienne des sciences lui octroie une chaire de professeur invité Raman et il est nommé membre honoraire en 1984.
Il est élu membre de la Royal Society en 1971 et de la Royal Astronomical Society en 1972. En 1982, il reçoit le prix William F. Meggers et la médaille de l'Optical Society of America.
Il est décédé à Oxford en 1995.

## Famille
Series rencontre sa femme Annette (fille de John Edward Pepper, un fonctionnaire) à Oxford ; elle étudie les langues modernes au St Hilda's College et ils se marient le 21 décembre 1948. Ils ont quatre enfants : trois fils, Robert, John et Hugh, et une fille Caroline, qui est une mathématicienne connue et membre de la Royal Society. Son petit-fils est le chef d'orchestre et compositeur Bertie Baigent (en).